# Gustav Willgohs

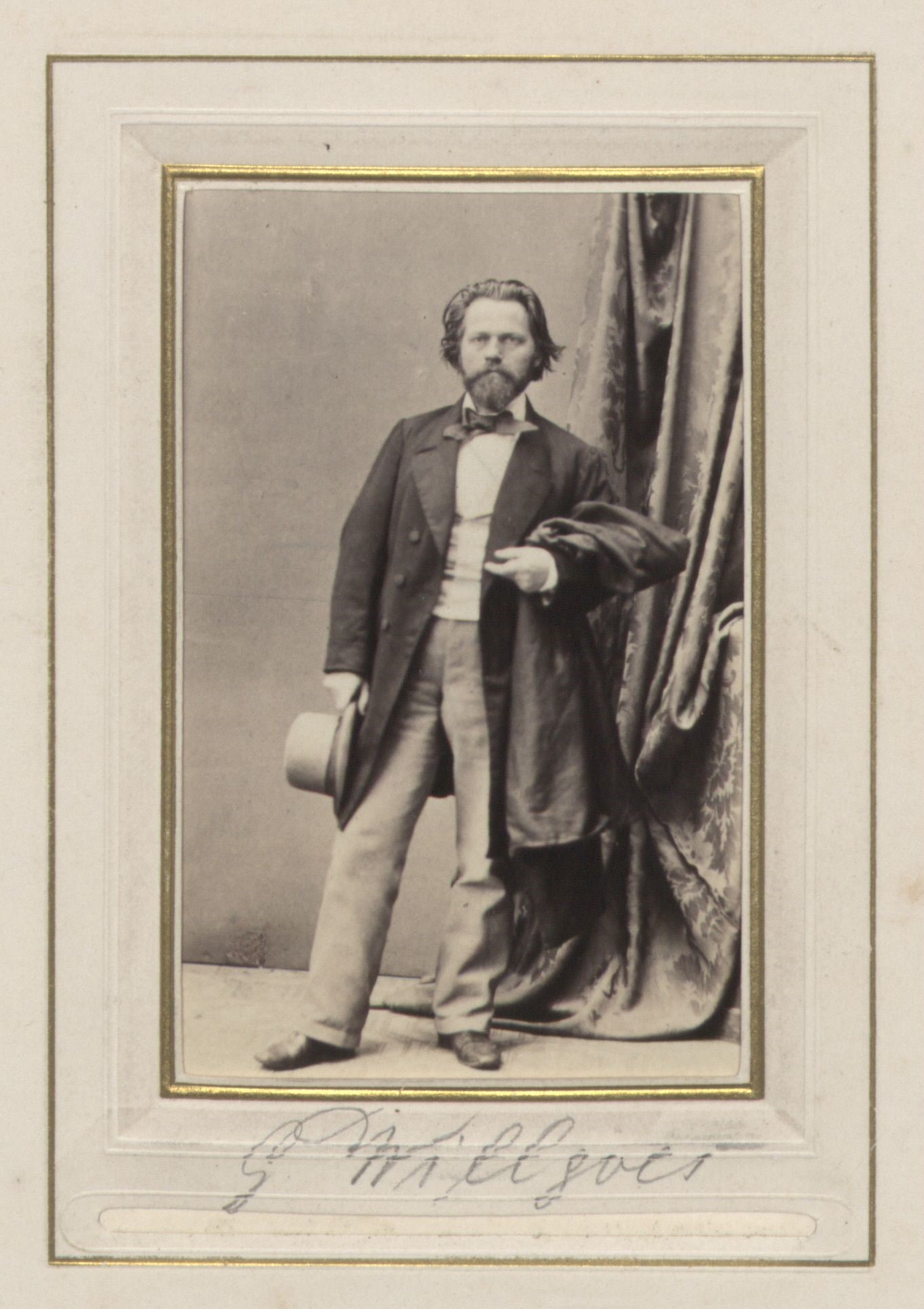
Gustav Willgohs (1880)

Gustav Adolph Friedrich Willgohs (* 26. Dezember 1819 in Dobbertin; † 8. Februar 1904 in Berlin-Kreuzberg) war ein deutscher Bildhauer.

## Herkunft

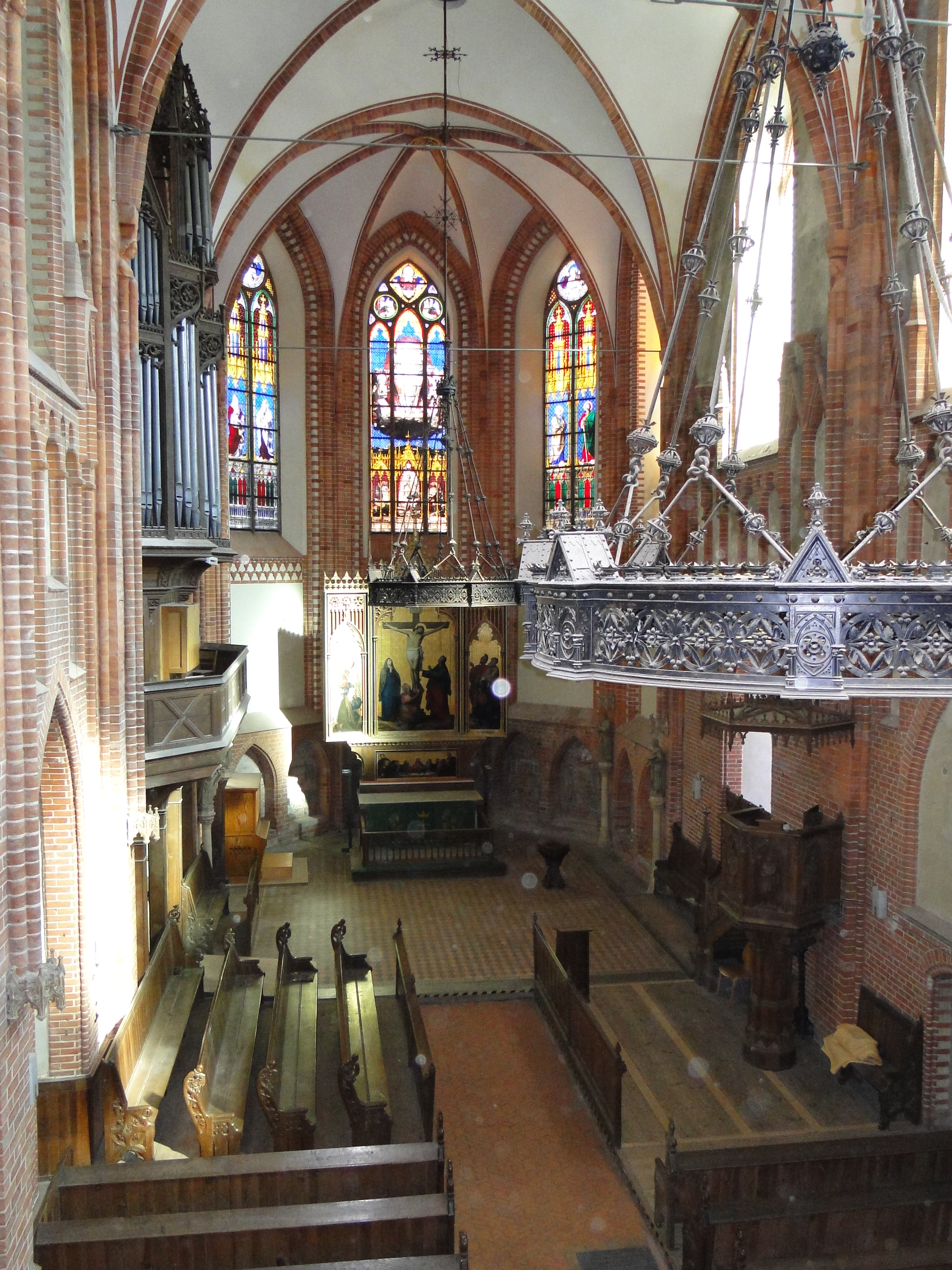
Blick auf den Chor mit Altar in der Klosterkirche zu Dobbertin (2011)

Gustav Willgohs war das vierte von sieben Kindern des Chirurgen Johann Christoph Georg Willgohs (* 10. Juli 1775 Gnoien; † 5. März 1830 Dobbertin), der als Wundarzt im Klosteramt Dobbertin tätig war, und dessen Ehefrau Margarete Friederike Hedwig, geb. Linge, Wundarzttochter aus Dobbertin.

## Leben
Gustav wurde am zweiten Weihnachtstag, dem 26. Dezember 1819 in Dobbertin geboren und schon am 28. Dezember 1819 in der Klosterkirche durch Pastor Friedrich Birckenstädt getauft. Gevatter war der Küchenmeister Gustav Hartwig Schulze als Finanzbeamter des Klosteramtes. Nach dem frühen Tode des Vaters 1830 hinterließ dieser seine Frau mit sieben minderjährigen Kindern. Unterstützung bekam die kinderreiche Familie vom Klosteramt in Dobbertin.
Nach dem Schulbesuch in der Dobbertiner Dorfschule war es dem jungen und talentierten Gustav Willgohs vorerst nur möglich, statt einer Bildhauerlehre bis 1840 in Dobbertin den Beruf eines Tischlers zu erlernen. Die anschließende Wanderschaft führte ihn Anfang 1841 schließlich nach Berlin. Dort arbeitete er sechs Tage wöchentlich als Tischler und besuchte bis 1847 den Sonntagsunterricht der Kunst- und Gewerbeschule der Akademie der Künste. Er glänzte durch besonders gute Leistungen, die ihm in Aufmunterung und Anerkennung des Fleißes 1845 die kleine und 1846 die große silberne Medaille der Akademie einbrachten. Der Dobbertiner Klosterhauptmann Carl Peter Johann Baron von le Fort hatte am 16. November 1847 auf dem Landtag zu Sternberg den Antrag eingebracht, dem Sohn des zu Dobbertin verstorbenen Amtschirurgen Willgohs eine jährliche Unterstützung von fünfzig Reichsthalern auf drei Jahre zu bewilligen. Bedingung dabei war, dass p. Willgohs während der Dauer derselben ferner hin seine Applecation nachweist. Die Zahlung erfolgte durch die Klosterkasse. In den Rechnungsbüchern des Klosteramtes Dobbertin von 1848 bis 1850 ist dazu unter Ausgabe-Geld vermerkt: Gustav Willgohs an landtagsmäßiger Unterstützung zur Erlangung der Bildhauerkunst in Berlin jährlich 58,16 Courant zu zahlen….
Im September 1847 folgte der Eintritt in ein Schüleratelier der Akademie bei Bildhauer Ferdinand August Fischer, der ihm aus menschlicher Güte das Unterrichtshonorar erließ. Um seinen Lebensunterhalt während der Ausbildungszeit bestreiten zu können, bat Willgohs am 12. Oktober 1847 den Großherzog Friedrich Franz II. um ein Stipendium von 200 Talern jährlich. Am 11. November 1847 ließ er aus Ludwigslust mitteilen, dass auf die Bitte von Willgohs ein Stipendium mit 50 Taler von Johannis 1848 auf zwei Jahre hindurch aus seiner Schatulle genehmigt wird. Willgohs lebte in diesen Jahren am untersten Existenzminimum, zumal ab 1850 die Zahlungen aus der Dobbertiner Klosterkasse ausblieben. In einem Schreiben von Willgohs als Schüler der Bildhauerkunst vom 3. Juli 1850 an den Schweriner Geheimen Kabinettsrat Eduard Prosch bat er um weitere Unterstützung, um „für mein ganzes beginnende Lebensglück ohne Unterstützung meiner Nahrungssorgen“ das weitere Studium nicht unterbrechen zu müssen.
Mit zwei Porträtreliefs des Kammerdieners der Großherzogin, Herrn Böhme, die er als Beleg seiner Kunstfertigkeit im August 1849 nach Schwerin sandte, legte er dem Großherzog und dem Kunstministerium erstmals ein Zeugnis seiner Arbeit ab. Fünf Taler in Gold waren Lohn dieser Arbeit. Nach zwei Jahren Studium bewarb sich Willgohs am 3. Juli 1850 um eine einjährige Verlängerung des Stipendiums und bat um 100 Taler jährlich, davon wurden nur 50 Taler bewilligt. Auf Fürbitte des Ministeriums für Unterricht gewährte der Großherzog Friedrich Franz II. zusätzlich eine einmalige Beihilfe von 30 Talern aus seiner privaten Schatulle. Gustav Willgohs bedankte sich bei Ferdinand August Fischer, nun Professor und ordentliches Mitglied der Königlichen Akademie für die Übergabe seiner Beurteilung vom 28. Juni 1850, die durch den Direktor der Königlichen Akademie der Künste Prof. Herbig am 4. Juli 1850 noch befürwortet wurde. „Gustav Adolph Willgohs habe als Schüler am Studium der Akademie und im großen Saal fleißig teilgenommen und gute Fortschritte gemacht, deshalb wolle er das von seinem Lehrer Prof. Fischer gesagte gern bestätigen“

## Tätigkeit als Bildhauer
Willgohs war in seiner bescheidenen Künstlerkarriere an mehreren Bauprojekten in Deutschland beteiligt. Als im Sommer 1851 der Königlich Preußische Geheime Oberbaurat Friedrich August Stüler für den Schweriner Schlossbau einen guten Bildhauer suchte, da empfahl ihm der wohl bekannteste Bildhauer jener Zeit, Christian Daniel Rauch den jungen Bildhauer Gustav Willgohs. Im Namen der Mecklenburgisch-Schwerinschen Schlossbaukommission schloss August Stüler am 5. August 1851 mit dem Bildhauer Gustav Adolph Willgohs in Berlin für die Zeit vom 1. September 1851 bis zum 31. August 1852 einen festen Vertrag mit sechs Paragrafen und mit einem festen Gehalt von 500 Talern ab. Vierteljährlich erfolgte eine Auszahlung von 125 Talern in Berlin. Den Vorschlag der Schlossbaukommission genehmigte der Großherzog Friedrich Franz II. am 25. August 1851 von Doberan aus mit der Bedingung, es sei aber keine Festanstellung für Willgohs beim Schlossbau. Der Kontrakt wurde zu gleichen Konditionen bis zum 31. Dezember 1852 verlängert. Nach der Vorlage eines Allunterthänigsten Pro Memoria an das Kabinett am 19. September 1854 wurden die Arbeiten mit einem Gehalt von jährlich 600 Talern bis zur Beendigung des Schlossbaues 1857 weitergeführt.
Im ersten Jahr seiner Tätigkeit als Schlossbildhauer in Schwerin modellierte Willgohs neben einigen kleinen Arbeiten die Statuen von vier mecklenburgischen Fürsten. Seine wichtigsten Arbeiten während dieser Jahre in Schwerin waren die Statuen der Grafen Gunzelin und Heinrich über dem Hauptportal als Teil des landesgeschichtlichen Skulpturenprogramms und der Herzöge Heinrich der Friedfertige, Johann Albrecht I. und Adolf Friedrich im Schlossinnenhof. Im Thronsaal befinden sich acht allegorische Statuen „Gerechtigkeit“, „Weisheit“, „Stärke“, „Gnade“, „Christlicher Glaube“, „Christliche Liebe“, „Kirchliche Lehre“ und „Kirchliche Kunst“. Weiter hatte Willgohs am Brunnen im Schlosshof, an Bildsäulen mitgewirkt und verschiedenen Putten und Engel geschaffen. In der Schlosskirche stehen im Triumphbogen zwischen Langhaus und Chor die von ihm 1854 geschaffenen Plastiken der vier Evangelisten „Johannes“, „Lukas“, „Markus“ und „Matthäus“.
Die 1,19 Meter hohen vier Evangelisten Johannes, Lukas, Markus und Matthäus befinden sich in weiteren Abformungen auch in der Dobbertiner Klosterkirche. Gustav Willgohs hatte sie 1856 den Klostervorstehern aus Dankbarkeit für die finanzielle Unterstützung seines Bildhauerstudiums in Berlin gestiftet. Sie stehen als Gipsabgüsse in sandsteinimitierter Farbgebung auf vier Säulen im Chorpolygon. Markus und Johannes auf der Südseite und Matthäus und Lukas auf der Nordseite. Sie konnten aber erst nach der Kirchweihe im Oktober 1857 aufgestellt werden, da die Säulen und Baldachine von der Marchschen Tonwarenfabrik aus Berlin zu spät geliefert wurden.
Seit 1859 befinden sich weitere Abgüsse von den vier Evangelisten auch in der Kirche Wolfshagen (Uckermark).
Das Willgohs nicht nur ein rühmlich bekannter und akkurat arbeitender Bildhauer war, zeigte sich besonders bei der aus Eichenholz gearbeiteten Kanzel. Den Entwurf des mit der Restaurierung der Klosterkirche beauftragten Wismarer Architekten Heinrich Thormann zur Kanzel wurde verworfen. Der Klosterhauptmann Otto Julius Freiherr von Maltzan entschied sich für den Entwurf des für mecklenburgische Kirchenbauten zuständigen Schweriner Hofbaurat Theodor Krüger. Die fachliche Mitwirkung und restauratorische Betreuung oblag dem Geheimen Archivrat und Konservator Friedrich Lisch aus Schwerin. Zum Entwurf der Kanzel schrieb Willgohs am 19. September 1855 an Lisch: „Ich habe Ihren Brief nicht eher beantworten können. Ich bekam gerade einen kleinen Anfall von Cholera der 6 Tage lang das Bett hüten mußte und mir die Lust zum Briefe schreiben verging. Die Skizze zur Kanzel von Herrn Krüger ist sehr hübsch, obgleich der erste allgemeine Eindruck auf mich fast ein bisschen zu lauter war … Ich möchte Sie deshalb bitten, noch einmal ein paar kleine Einzelheiten mit Herrn Baumeister zu besprechen, wenn Sie es auch finden und der Herr Krüger es nicht übel nehmen sollte… Nämlich die Spitzen der Bögen der Kanzelfelder stechen in den Augen, wenn ich so sagen darf. Wenn vielleicht der Bogen einfach und leicht verziert würde, möchte er wohl bessere Ansicht bekommen… Ich will aber Alles dies nicht gesagt haben, denn ich bin kein Architekt und spreche nur wie das Auge es mir eingibt. Sie mein lieber Herr Archivrat werden mich deshalb entschuldigen. Die Kanzel bleibt außerdem doch immer sehr schön…“ Am selben Tag schrieb Willgohs auch an den Klostervorsteher und Rat der Dobbertiner Kirche: „Die mir von Herrn Archivrat zugesandte Skizze zur Kanzel erhält ganz meinen Beifall und würde ich sie alle den Kanzelentwürfen des Herrn Thormann vorziehen. Ich möchte deshalb meinen Wunsch mit der Bitte verbinden, die Herren Vorsteher wollten bestimmen, den Entwurf des Herrn Krüger zur Ausführung zu bringen… Was es den Figuren anbetrifft, da es jetzt 4 sind, käme so eine ganz gute biblische Geschichte an die Kanzel. Moses als den Gesetzgeber und Gründer der heiligen Schrift, Jesaias als größten Propheten, Johannes als Verkünder des nahen Heils und Paulus der Vollender und uns am nächsten stehende. Oder wenn es nicht darauf ankäme aus verschiedenen Zeiten etwas haben zu wollen, würde ich die 4 Evangelisten vorschlagen …“ Willgohs entwarf und modellierte noch 1855 die vier Kanzelfiguren in den Bogenfeldern. Durch den Berliner Bildhauer Friedrich Dietrich wurden sie 1856 in Eiche geschnitzt. Die Kanzelfiguren erlangten auf der Mecklenburgischen Kunstausstellung 1856 große Beachtung und Anerkennung.
Nach Abschluss des Schweriner Schlossneubaues ging Willgohs 1858 nach Italien und gönnte sich in Rom trotz abgelehnter großherzoglicher Unterstützung einen Studienaufenthalt.
Von 1861 bis 1865 arbeitete er für August Stüler an der Burg Hohenzollern. Unter dem dort von ihm geschaffenen umfangreichen Skulpturenschmuck befinden sich auch acht aus Gips modellierten und farbig bemalten Statuen der Hohenzollernkaiser im großen zehneckigen Kaisersaal. Zu den Standbildern gehören: Heinrich V., Friedrich I. Barbarossa, Friedrich II., Rudolph I., Ludwig der Bayer, Carl IV., Sigismund, Friedrich III. Im Kaisersaal befinden sich auch zwei Reliefs von Kaiser Maximilian I. und Kaiser Karl V. Die Sandsteinstatue des Grafen Jobst Nikolaus von Zollern von 1863 steht auf der Freitreppe. Am Eingang zur Burganlage über dem Adlertor befindet sich das Reiterbild des Kurfürsten von Brandenburg Friedrich I. aus Sandstein und am Aufgang zwei Standbilder von Burgwächtern. Im Bischofsturm stehen Standbilder von Friedrich von Zollern als Bischof zu Regensburg und Albrecht von Brandenburg als Erzbischof von Mainz von 1862. Neben neun Wappenträger im Markgrafenzimmer und einem Kaminaufsatz Kampf der Deutschordensritter gegen die Litauer 1394 und acht Relieffiguren im Königszimmer fertigte Willgohs 1862 auch den Heiligen Michael in der St. Michaelskapelle und die sechs Statuetten aus Eichenholz in der Christuskapelle.
Aus dem Jahr 1865 ist ein „junges Mädchen ihr Morgengebet vor einem Buch betend“ bekannt. Diese freie Arbeit aus Marmor in der Größe von zwei Fuß sieben Zoll war dem Großherzog Friedrich Franz II. angeboten, zu einem Kauf kam es jedoch nicht.
Bei der Einweihung des neuen Hauptgebäudes der Universität Rostock wurde Willgohs am 27. Januar 1870 das Verdienstkreuz des Hausordens der Wendischen Krone verliehen. Er hatte zusammen mit Christian Genschow die Ausführung sämtlicher plastischer Arbeiten an den Fassaden übernommen und zur vollsten Zufriedenheit aller dies in hervorragender Qualität gefertigt. Zum Skulpturenschmuck gehören Herzog Johann II., Herzog Albrecht IV., Herzog Johann Albrecht I., Herzog Ulrich, allegorische Figuren, Reliefbildnisse und Wappenreliefs.
Seine letzte größere bekannte Arbeit war die 1874 in der Kunstgießerei Lauchhammer in Bronze gegossene Figur der Megalopolis auf der von Hermann Willebrand entworfenen zwölf Meter hohen aus roten schwedischen Granit bestehenden Siegessäule auf dem Alten Garten in Schwerin. Auf dem oberen Ende der Säule mit dem korinthischen Kapitell steht die 2,60 m hohe allegorische Frauengestalt der Megalopolis. Seine Tochter Anna soll ihm Modell gestanden haben und aus dem Munde eingeweihter Schweriner soll man lange zeit den Spruch gehört haben: Dor steiht Anna Willgohs. Der Großherzog entlohnte Willgohs für das Gipsmodell mit nur 1500 Mark, die Gesamtkosten der Siegessäule betrugen aber fast 115.000 Mark.
Nach dem Bronzerelief des Gründungsdirektors und Arzt der Heil- und Pflegeanstalt Carl Friedrich Flemming 1882 in Schwerin auf dem Sachsenberg verlieren sich seine Spuren als aktiver Bildhauer.
1903 wird Gustav Willgohs letztmals im Berliner Adressbuch genannt, wo er 1904 im Gertraudenhospital verstarb. Willgohs Vorfahren aus Neukalen und Gnoien wanderten 1853 nach Watertown, Wisconsin in die USA aus.

## Werke
| 1849    | Relief des Kammerdieners Böhme |
| 1851/57 | umfangreicher Skulpturenschmuck für das Schweriner Schloss: 1852/53 an der Fassade des Hauptportals aus Sandstein die Standbilder Graf Gunzelin I., Graf Heinrich I., Herzog Heinrich V., Johann Albrecht I., Herzog Adolf Friedrich, 1853/57 acht allegorische Figuren im Thronsaal („Gerechtigkeit“, „Weisheit“, „Stärke“, „Gnade“, „Christlicher Glaube“, „Christliche Liebe“, „Kirchliche Lehre“, „Kirchliche Kunst“), Putten. Am Tambour der Prunkkuppel acht lebensgroße Knabenfiguren, davon drei Bauern, drei Hirten und zwei Fischer 1854 aus Zinkguss (2002 restauriert), Karyatiden „Bacchanten“, „Pomonen“. Schlossbrunnen. |
| 1854    | Entwurf Denkmal Christian Peter Wilhelm Beuth in Berlin |
| 1854    | vier Evangelisten Johannes, Lukas, Markus, Matthäus für die Schlosskirche Schwerin. (2013 restauriert), 1854/55 zwei Engel (Cherubim) aus Gips. |
| 1855    | Orgelprospekt mit musizierenden Engeln (Putten) in der Schlosskirche Schwerin (seit 1913 in der Dorfkirche Groß Trebbow) |
| 1856    | vier Evangelisten Johannes, Lukas, Markus, Matthäus für die Kloster Klosterkirche Dobbertin. (2007 restauriert) vier Kanzelfiguren Moses, Jesaja, Paulus, Johannes. |
| 1857    | Marmorbüsten der Kronprinzessin Victoria und Kronprinz Friedrich Wilhelm anlässlich ihrer bevorstehenden Vermählung |
| 1857    | Statuette „Der Violinspieler“ (verschollen) |
| 1857    | Statuette „Der Flötenbläser“ (verschollen) |
| 1857    | Statuette „Pauline Lucca als Cherubino in Mozarts Le nozze di Figaro“ (verschollen) |
| 1859    | vier Evangelisten Johannes, Lukas, Markus, Matthäus in der Kirche Wolfshagen (Uckermark). (2001 restauriert) |
| 1859    | Grabrelief in Terrakotta für Familie Lücke in Berlin (erhalten) |
| 1859    | Statuette „Il moccolo“, Figur in römischer Tracht (verschollen) |
| 1859    | Statuette „Il carnevale“, Figur in Sabiner Tracht (verschollen) |
| 1860    | Entwurf für ein Reiterdenkmal Friedrich Wilhelm III. in Berlin |
| 1861    | Figuren der Apostel Petrus und Paulus zu Seiten des Altars der Marienkirche Pasewalk |
| 1861/65 | umfangreicher Skulpturenschmuck für die Burg Hohenzollern bei Hechingen: Standbild Graf Jos Niklas von Zollern, im Kaisersaal um 1861 acht Kaiserstandbilder von Heinrich V., Friedrich I., Barbarossa, Friedrich II., Rudolph I., Ludwig der Bayer, Carl IV., Sigmund, Friedrich III., zwei Bischofsstandbilder Graf Friedrich von Zollern und Albrecht von Brandenburg, Reliefbüsten Kaiser Maximilian I. und Kaiser Karl V., zwei Zinnenwächter, Wappenträger, Kaminaufsätze etc. (größtenteils erhalten) – eine Kopie des Jos-Niklas-Standbildes kam in die Sammlung des „Hohenzollernmuseums“ Berlin (verschollen)                 |
| 1863    | Grabrelief für den befreundeten Baumeister Max August Nohl in Iserlohn (Original im Museum erhalten; am Grab eine Kopie) |
| 1863    | Entwurf für ein Reiterdenkmal Friedrich Wilhelm III. in Köln |
| 1865    | Marmorfigur „Betendes Mädchen“ (verschollen) |
| 1866    | zwei Gruppen „Waffentrophäen“ als Bestandteil der Festdekoration zur Siegesfeier 20./21. September 1866 in Berlin (zerstört) |
| 1866    | Marmorbüste Pauline Lucca (verschollen) |
| 1868    | Büste einer Italienerin (verschollen) |
| 1868/69 | Skulpturenschmuck für das neue Universitätsgebäude Rostock: vier Standbilder aus Sandstein, Herzog Johann IV., Herzog Albrecht V., Herzog Johann Albrecht I., Herzog Ulrich, sechs allegorische Figuren der Fakultäten („Medizin“, „Theologie“, „Jurisprudenz“, „Philosophie“, „Botanik“, „Astronomie“), zahlreiche Reliefbildnisse, Wappenreliefs (gemeinsam mit Christian Genschow, erhalten) |
| 1872    | Marmorrelief Christuskopf für den Altar der Zionskirche Berlin (zerstört) |
| 1874    | Figur der Megalopolis auf der Siegessäule in Schwerin (wurde im Juni 2020 restauriert.) |
| 1881    | Statue „Hero“ (verschollen) |
| 1882    | Bronzerelief am Denkmal des Arztes Dr. Carl Friedrich Flemming in Schwerin auf dem Sachsenberg (enthüllt 10. Juni 1882; erhalten) |

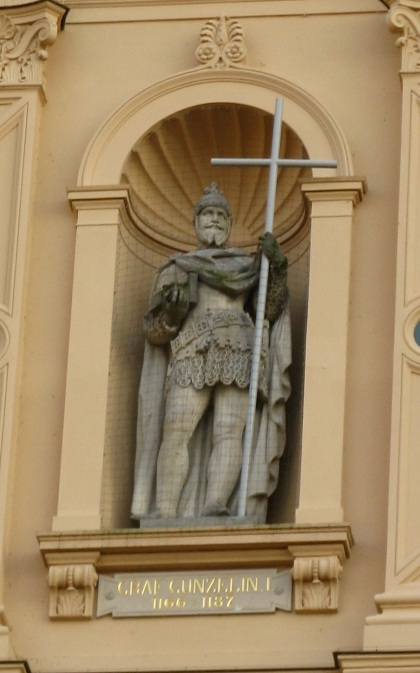
Standbild Gunzelin I. Schloss Schwerin (2007)
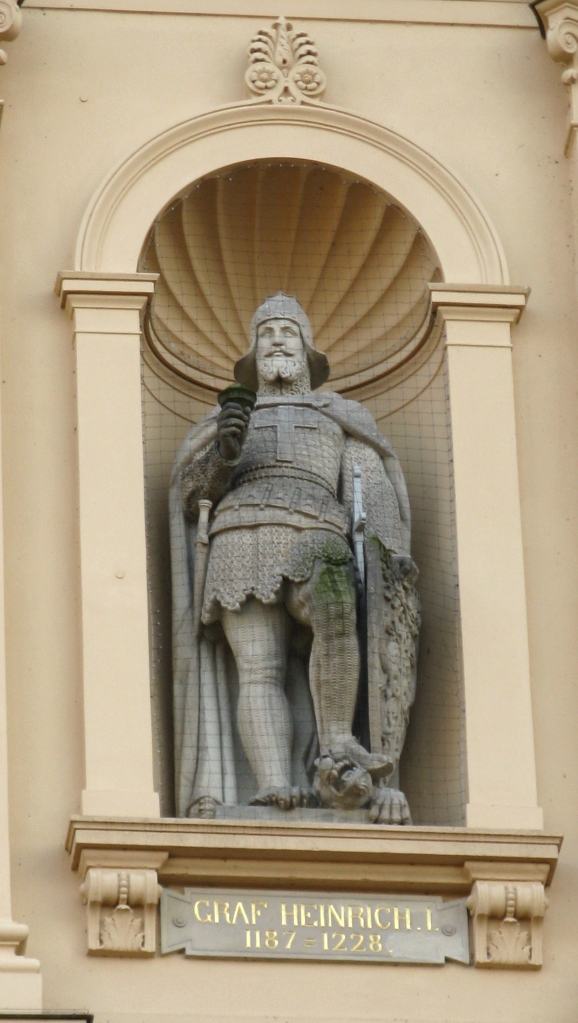
Standbild Heinrich I. Schloss Schwerin (2007)
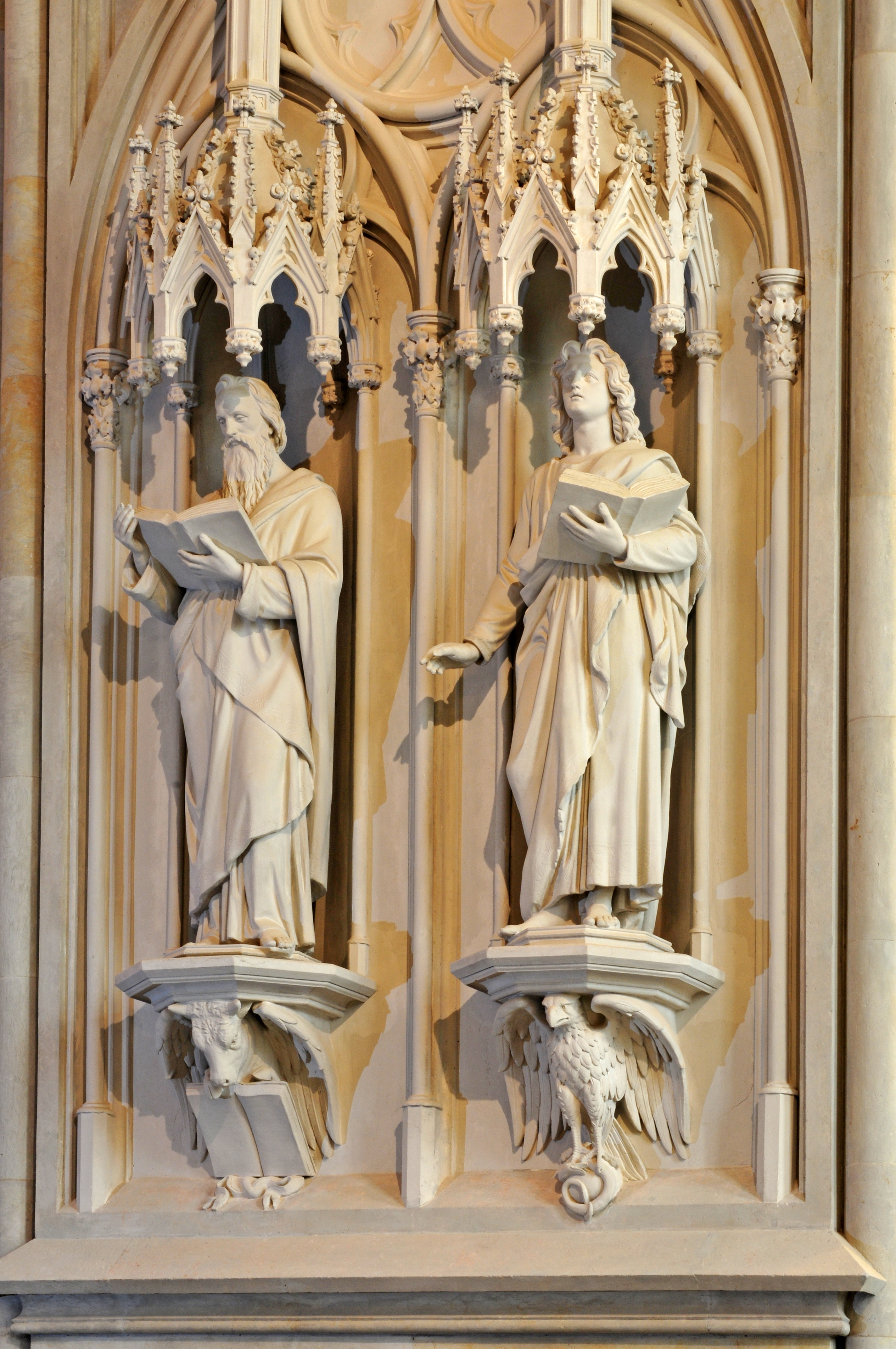
Evangelisten Schlosskirche Schwerin (2015)
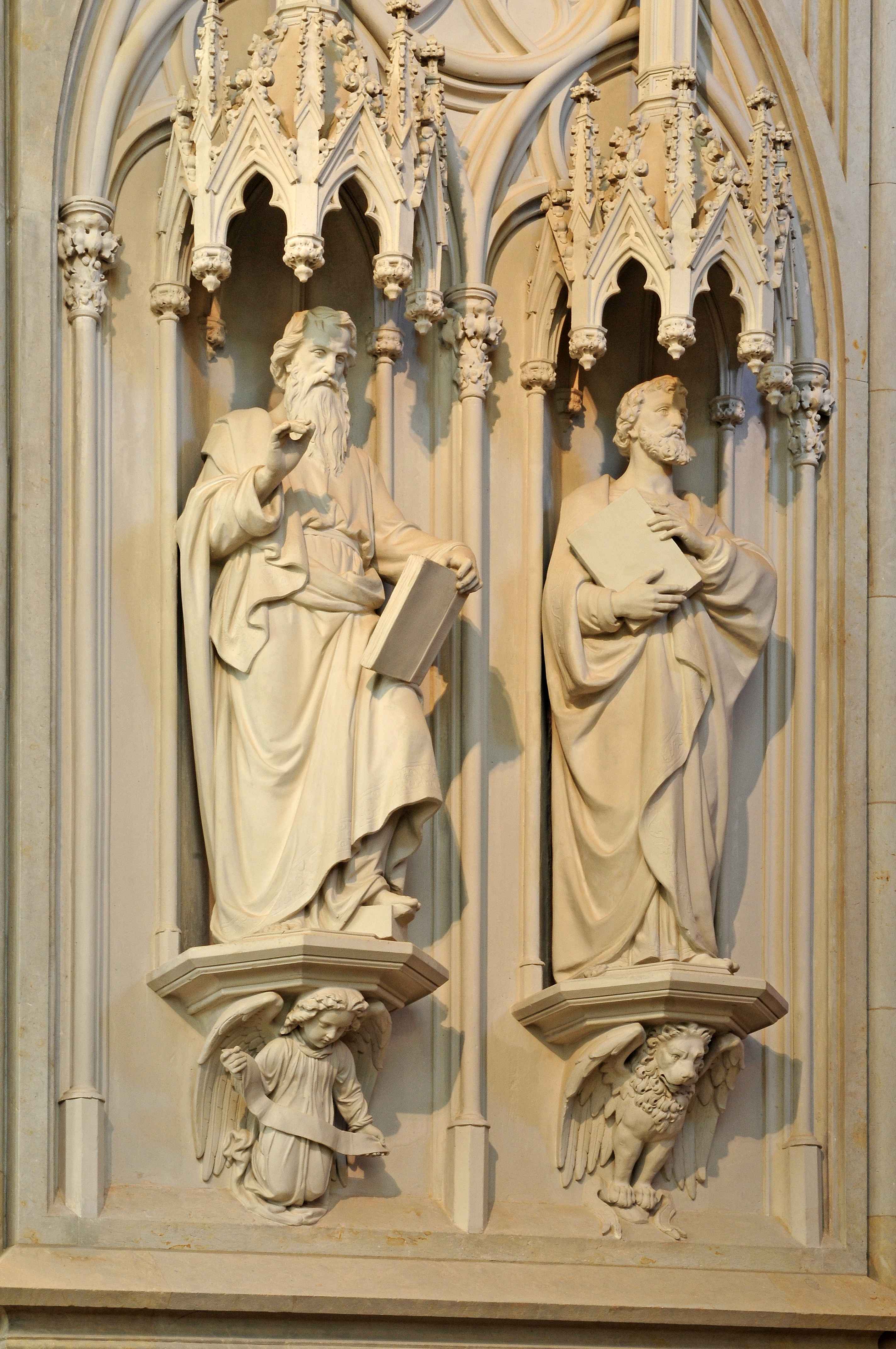
(2) (2015)
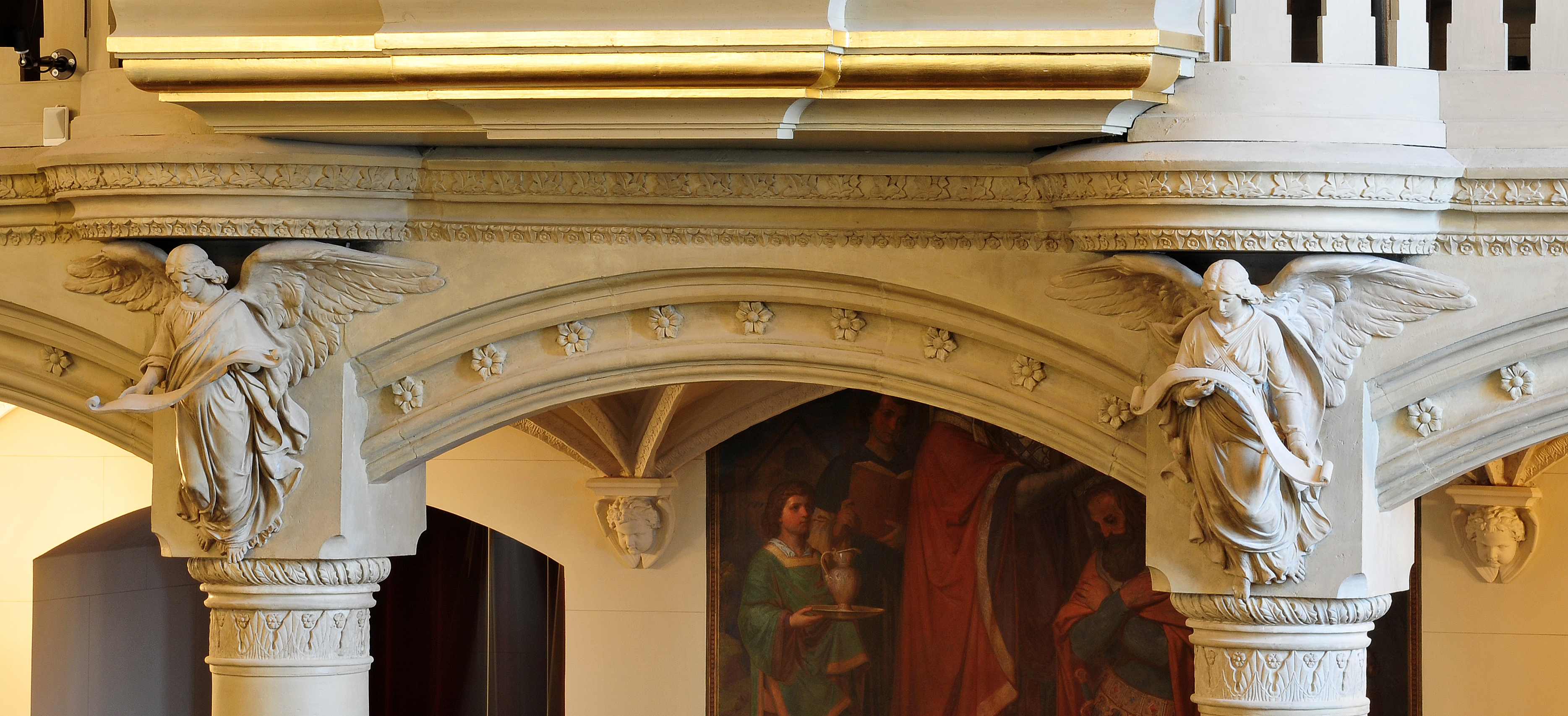
Cherubim Schlosskirche Schwerin (2015)
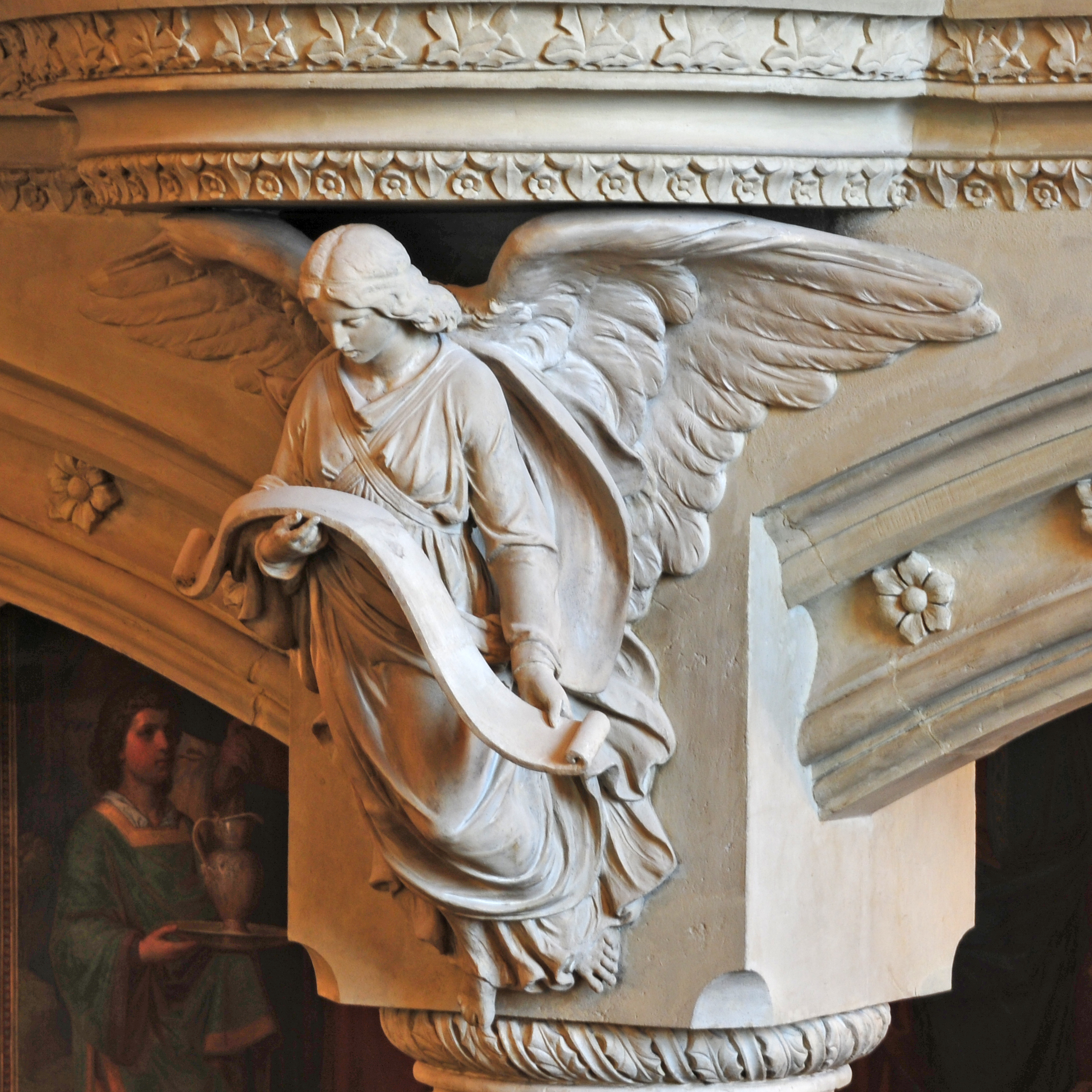
(2) (2015)
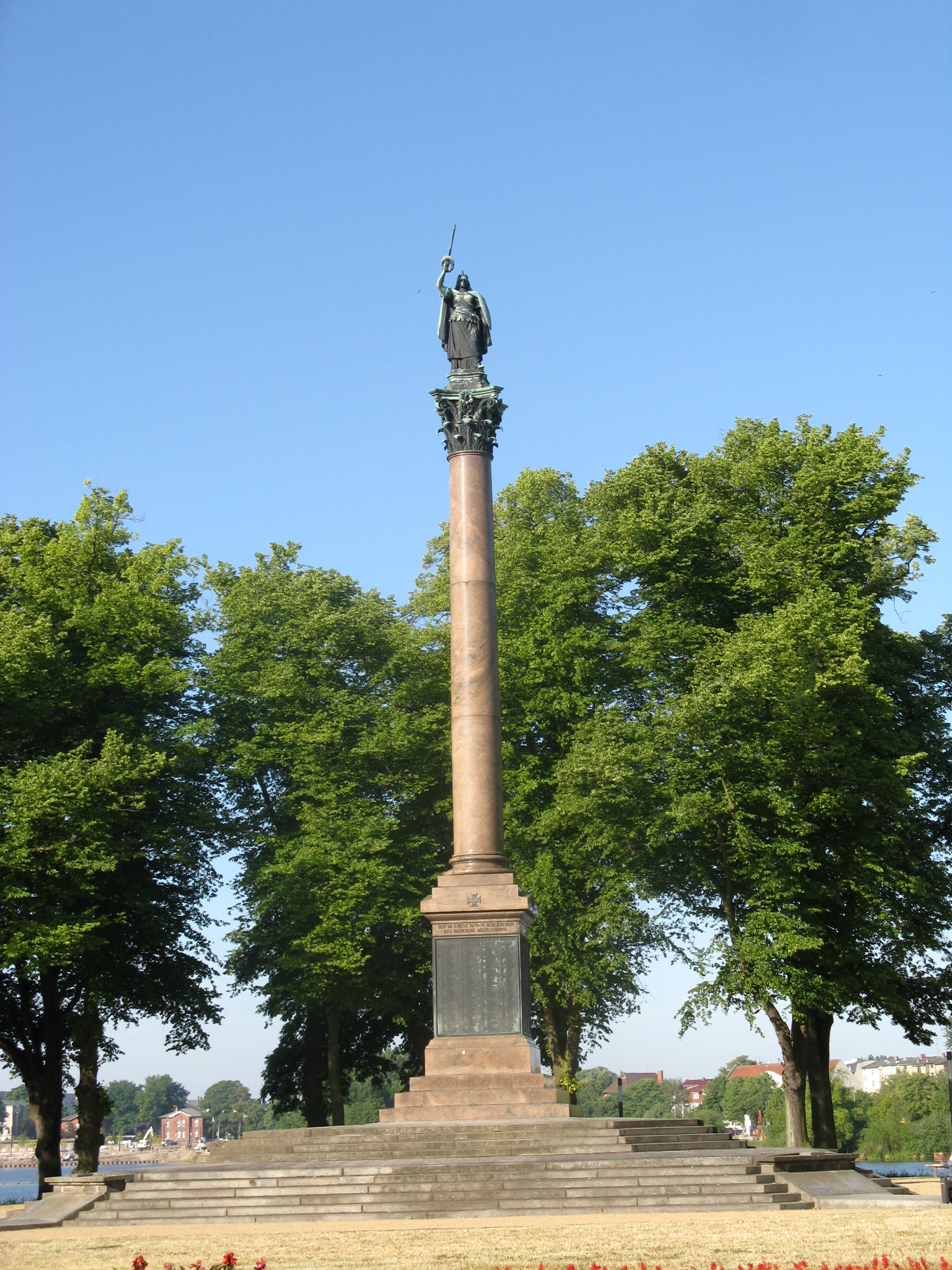
Siegessäule Schwerin mit Megalopolis (2008)
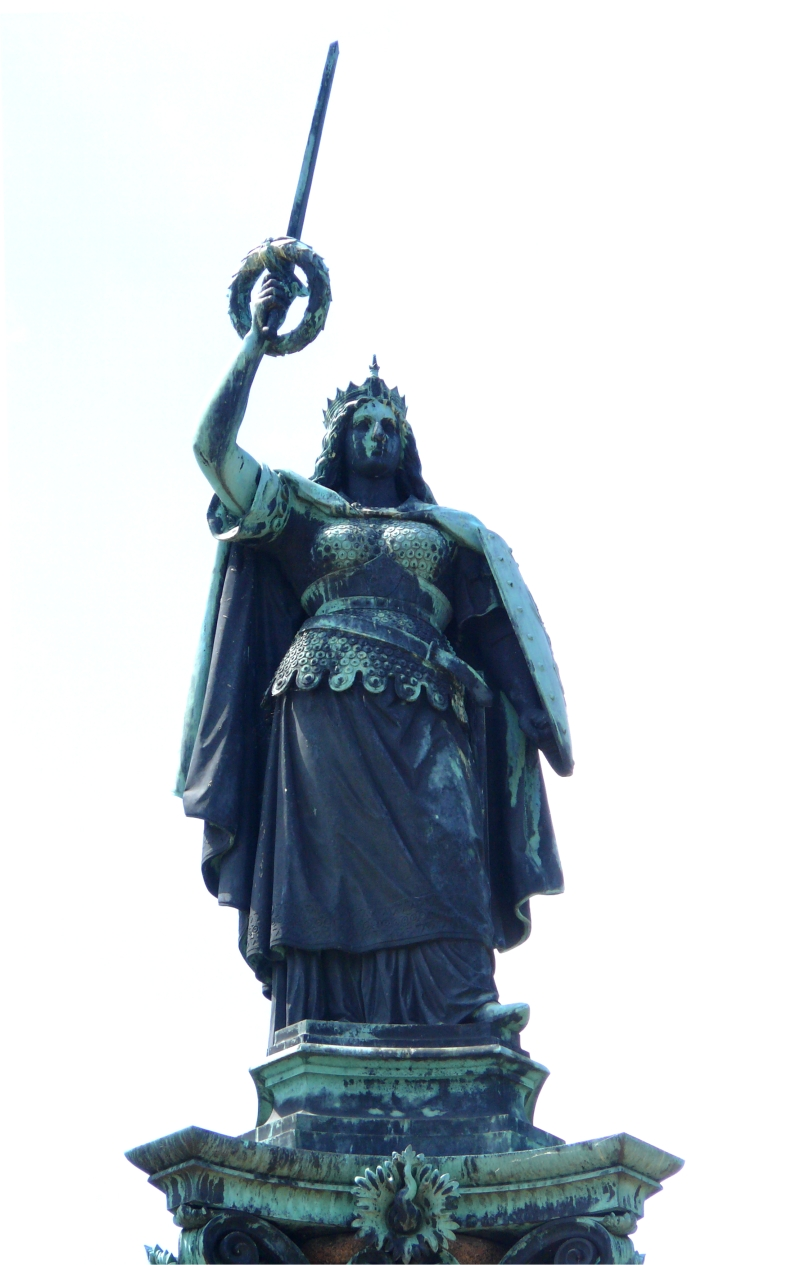
(2) (2008)
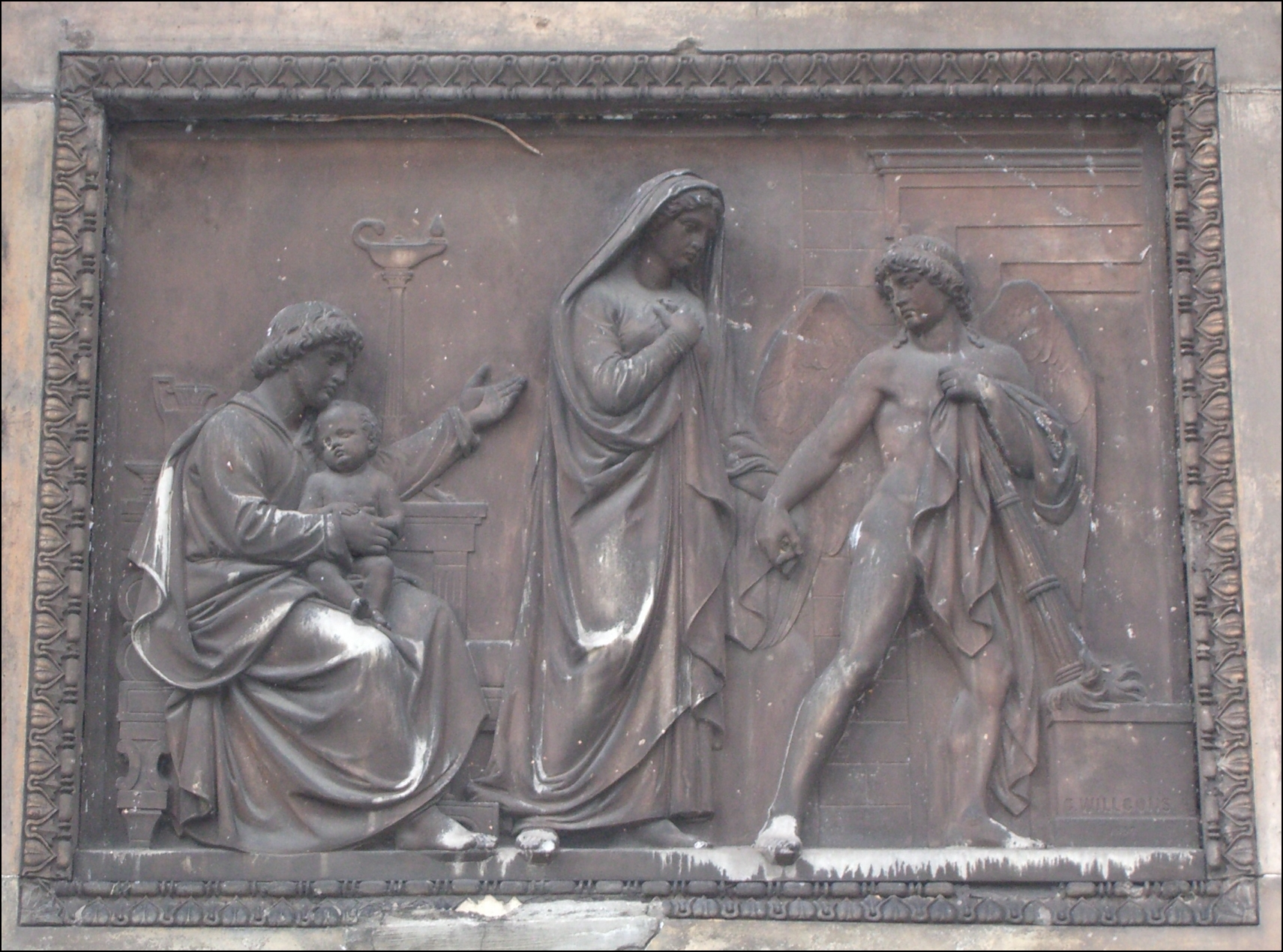
Grabrelief 1859 Familie Lücke in Berlin (2006)
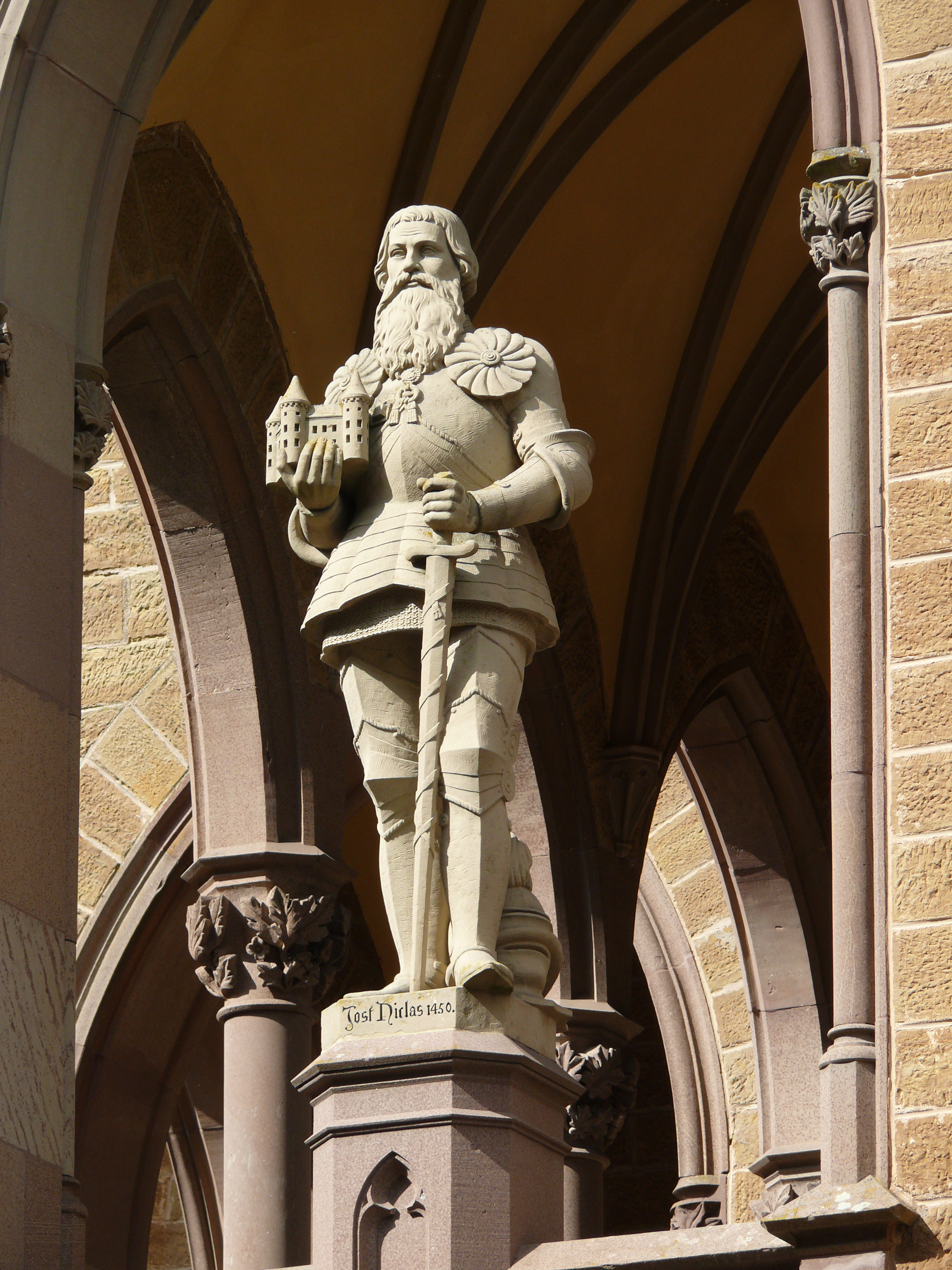
Jos Niklas Burg Hohenzollern (2011)
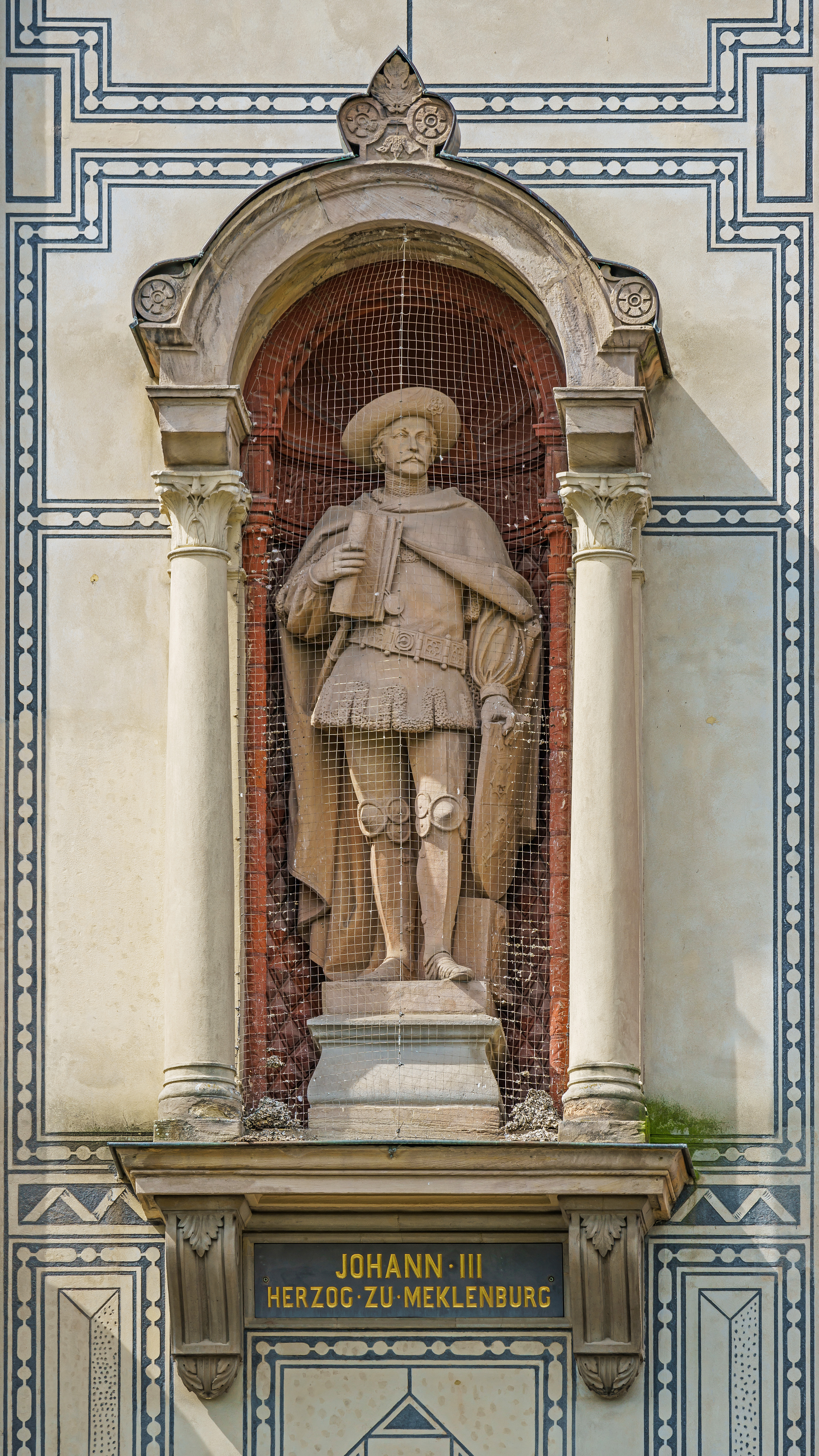
Johann III., Uni Rostock (2018)
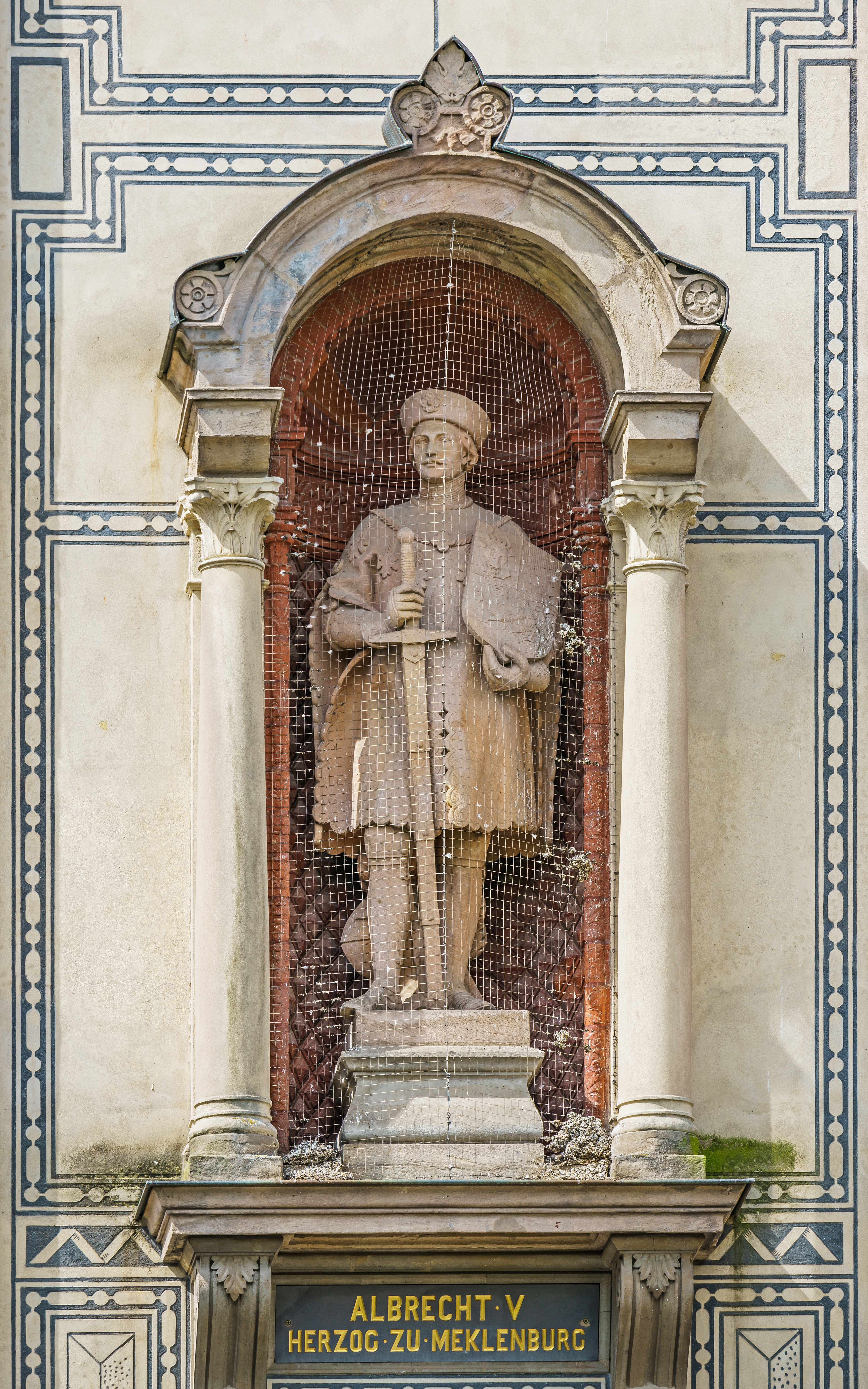
Albrecht V., Uni Rostock (2018)
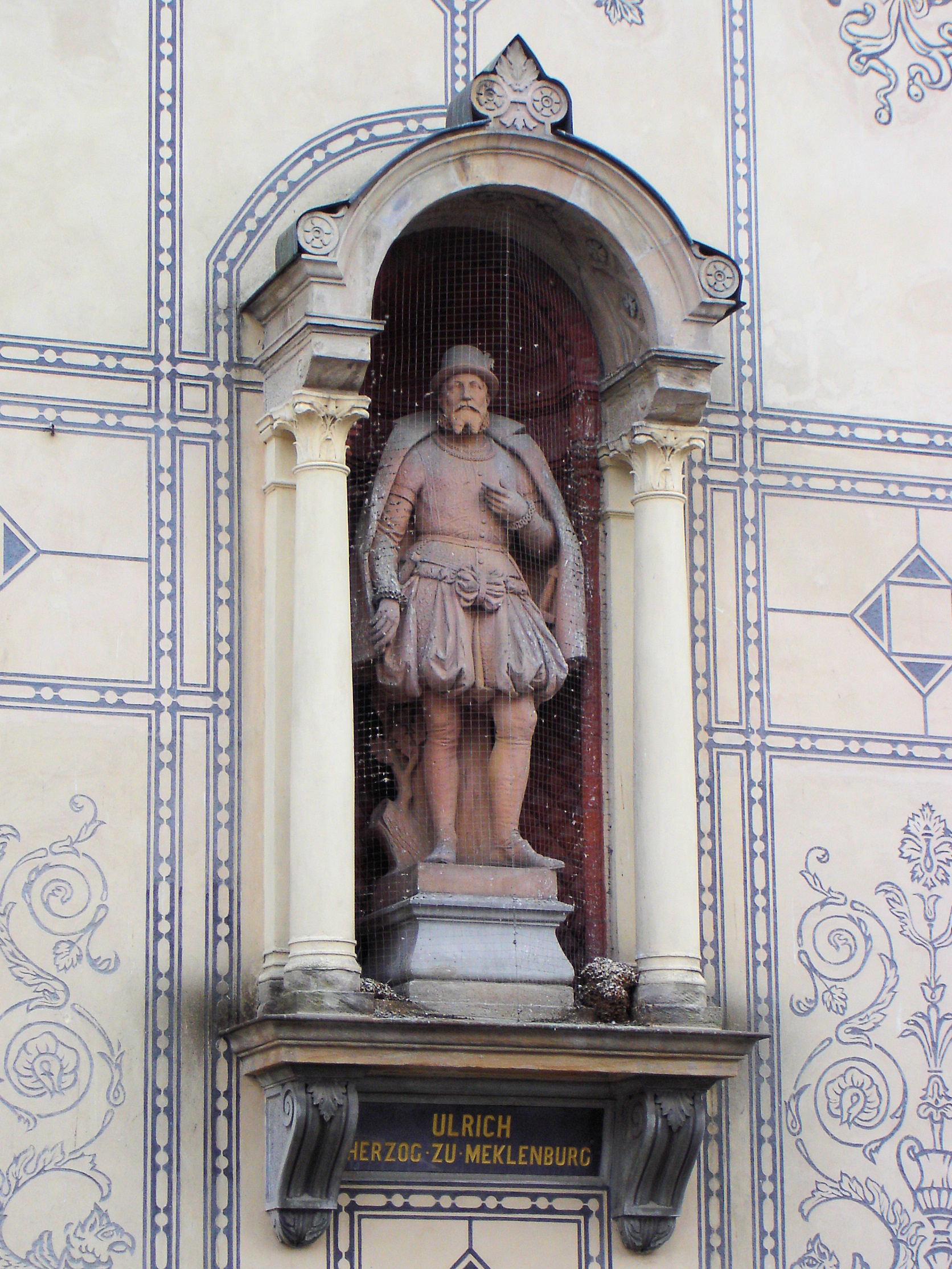
Ulrich III., Uni Rostock (2010)
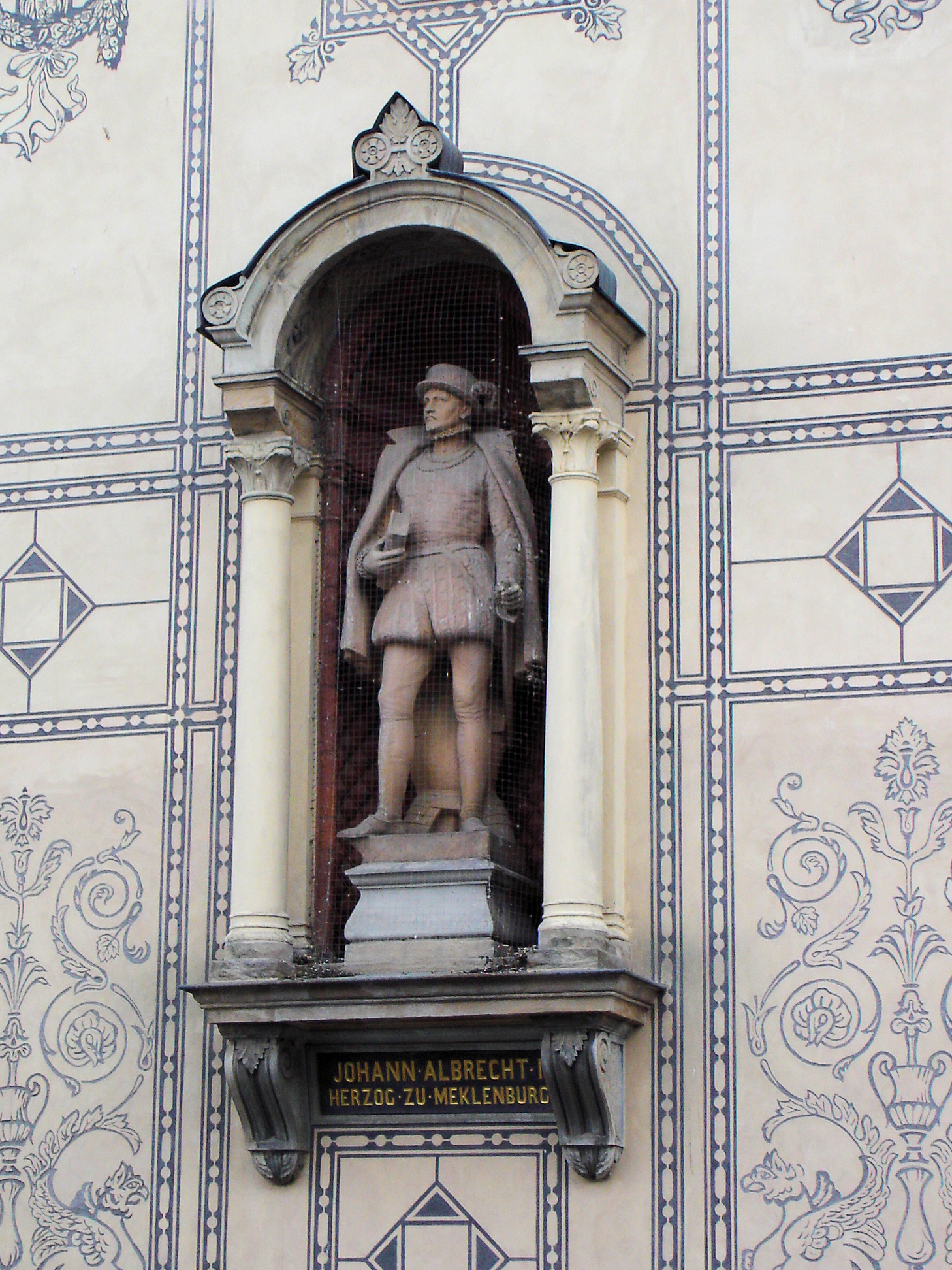
Johann Albrecht I., Uni Rostock (2010)
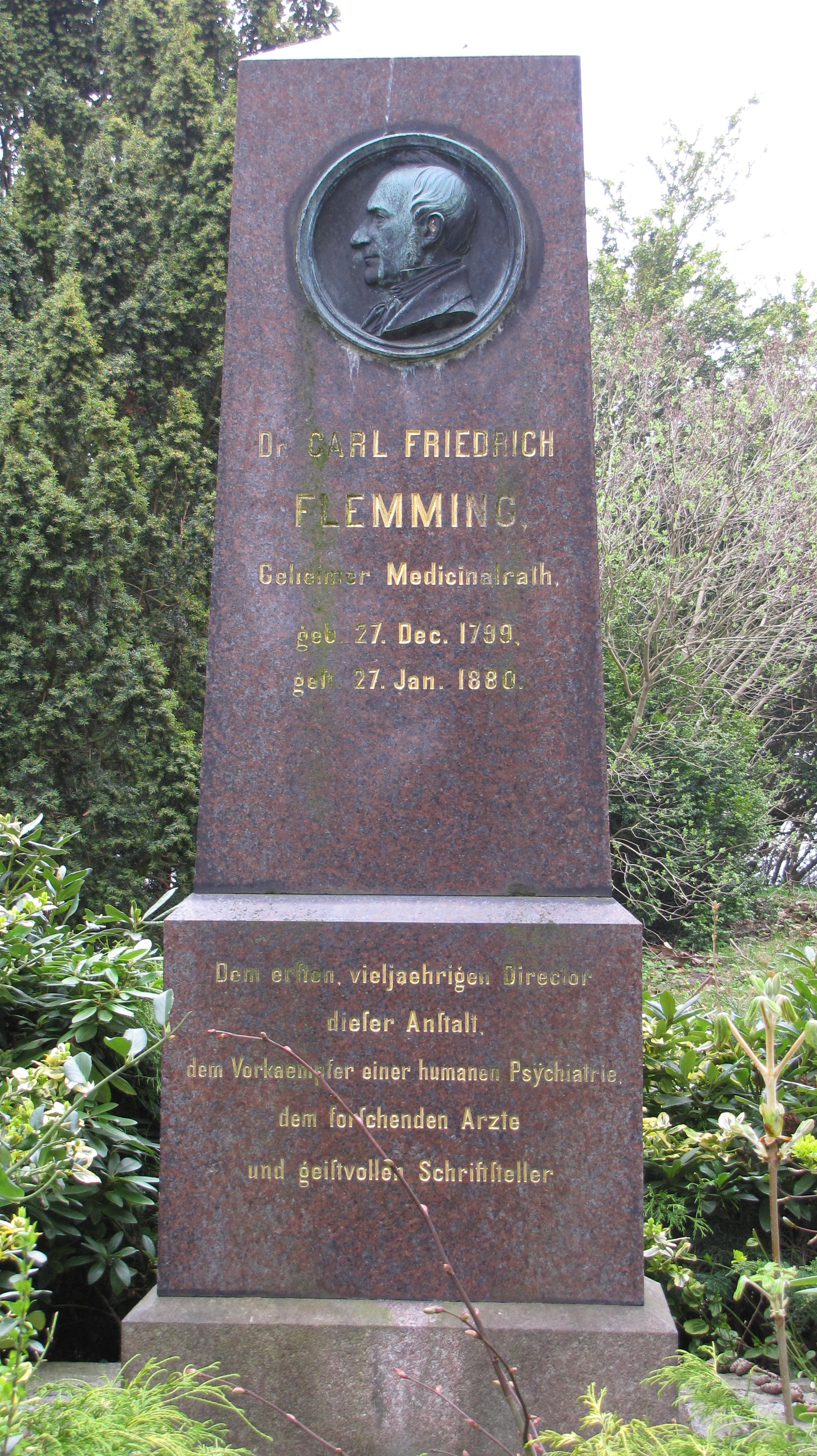
Flemming-Denkmal Schwerin (2013)
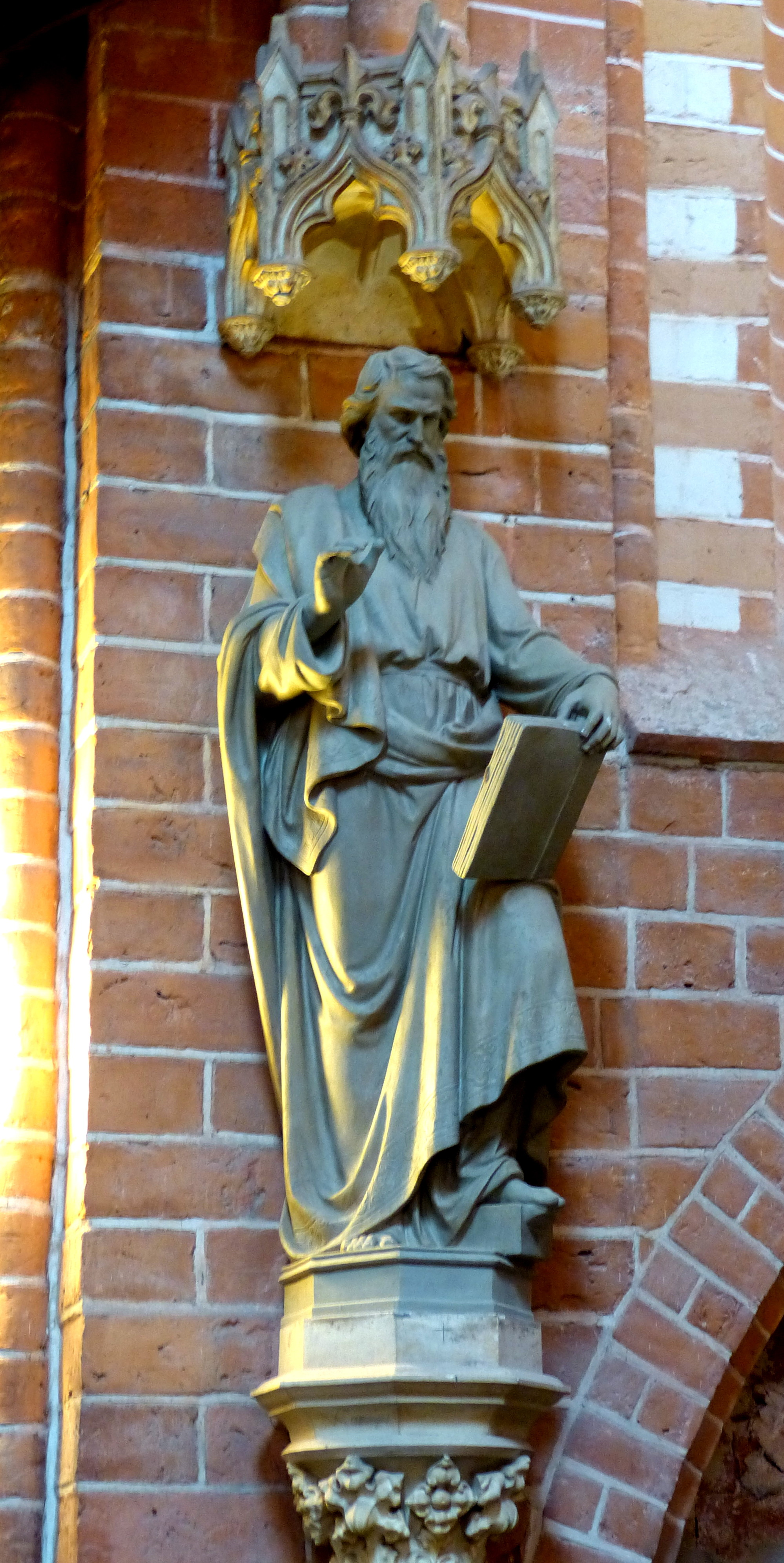
Evangelist Matthäus Klosterkirche Dobbertin (2014)
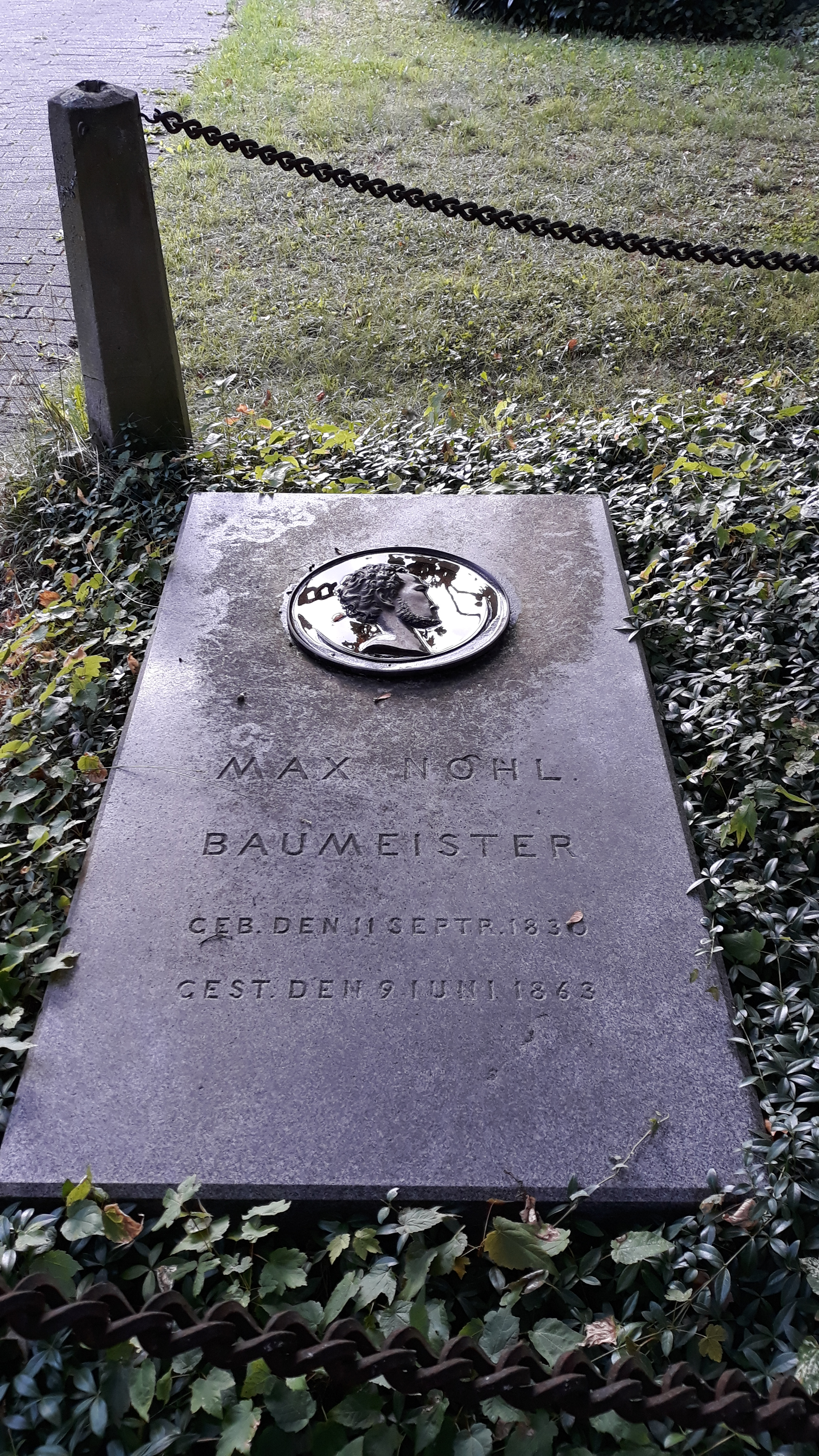
Grabrelief Max Nohl (2019)

## Auszeichnungen
- 1845 kleine Medaille der Akademie der Künste zu Berlin
- 1846 große silberne Medaille der Akademie der Künste zu Berlin
- 1870 Verdienstkreuz in Gold des Hausordens der Wendischen Krone in Rostock

## Ungedruckte Quellen
Landeshauptarchiv Schwerin (LHAS)
- LHAS 2.26-2 Hofmarschallamt Schwerin, Personenregister. Nr. 1385. Acte Beschäftigung Willgohs für dem Schlossbau 1851–1855.
- LHAS 3.2-3/1 Landeskloster/Klosteramt Dobbertin. Nr. 1279, 1280. Hauptrechnungen Einnahme- und Ausgabegeld. Nr. 312 Chirugus Willgohs. Nr. 3235 Verhandlungen und Gutachten über die Umgestaltung der Kirche zu Dobbertin 1854–1857.
- LHAS 5.2-1  Großherzogliches Kabinett III/Großherzogliches Sekretariat. Personenregister Nr. 5168, Willgohs, Gustav Bildhauer.
- LHAS 5.11-2 Landtagsverhandlungen, Landtagsversammlungen, Landtagsprotokolle und Landtagsausschuß.
- LHAS 10.09-L/6 Personennachlass Lisch, Friedrich. Nr. 193 Restaurierung der Kirche in Dobbertin, 1854–1858.